# Bothwell
Bothwell (Boduail in lingua gaelica scozzese) è una località della Scozia, situata nell'area di consiglio del Lanarkshire Meridionale.

## Amministrazione

### Gemellaggi
- Jouy-en-Josas, dal 1978